# Carl Josef Alois Bourdet

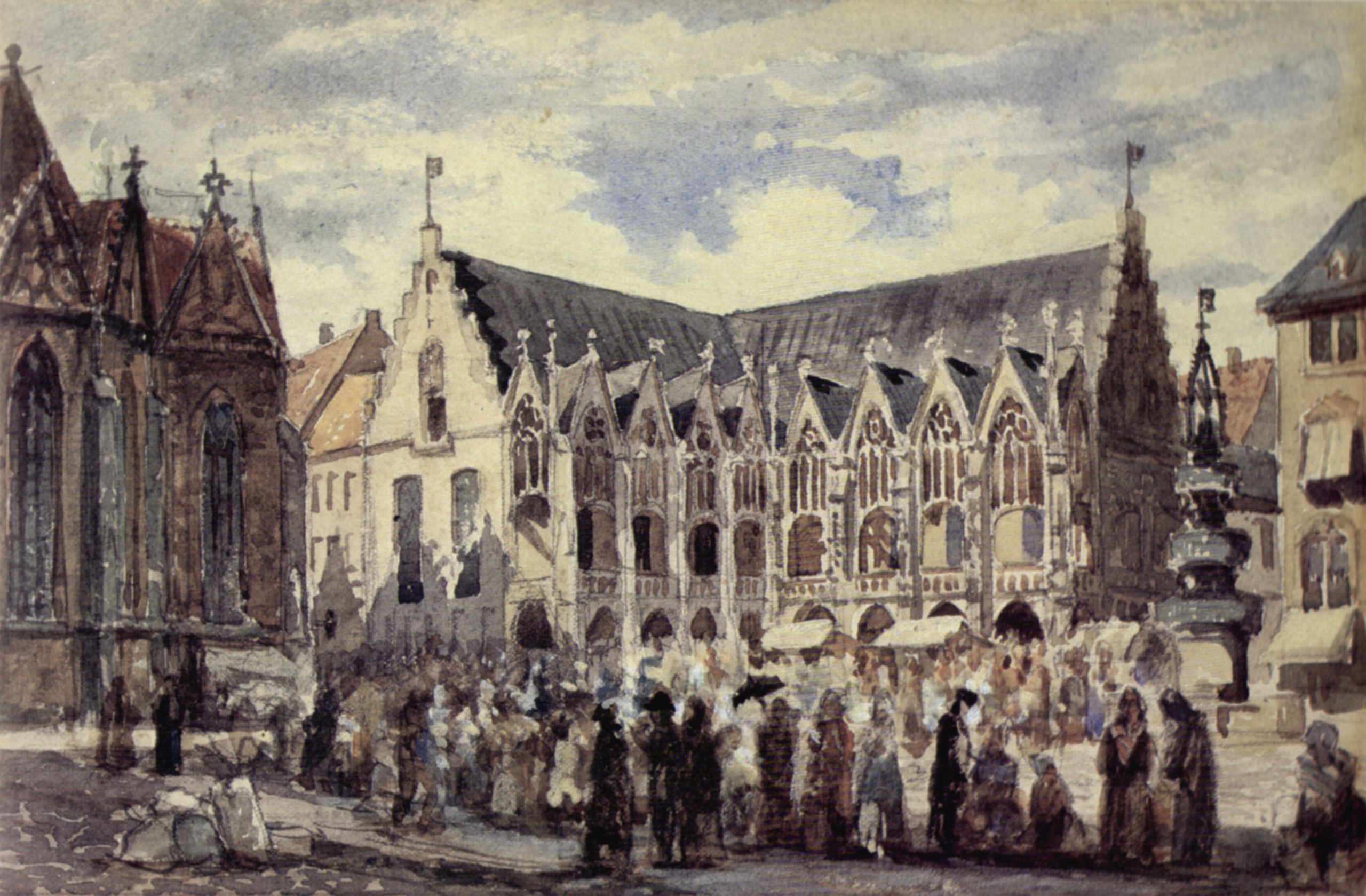
Braunschweig: Altstadtmarkt von Südosten.
Aquarell von Carl Josef Alois Bourdet
14 × 21,3 cm,
Sammlung des Städtischen Museums, Braunschweig

Carl Josef Alois Bourdet (auch Karl Joseph Alois Burde; * 30. Oktober 1851 in Prag; † 28. Februar 1928 in Braunschweig) war ein deutscher Kunstmaler und Aquarellist.

## Leben und Wirken
Bourdet entstammte einer deutschböhmischen Künstlerfamilie und wurde als ältestes Kind des Landschaftsmalers und Druckgrafikers Carl Joseph Bourdet (tschechisch Karel Josef Burde; 1828–1859) in Prag geboren. Seine Mutter Katharina Tille war die Tochter eines Branntweinbrenners. Sein Großvater, der Maler, Grafiker, Restaurator und Kunstsammler Josef Karl Bourdet (tschechisch Josef Karel Burde; 1779–1848) war Kustos im Vaterländischen Museum in Böhmen, dem späteren Nationalmuseum Prag, sowie zwischen 1804 und 1848 Inspektor der Galerie der Gesellschaft patriotischer Kunstfreunde.
Nach dem frühen Tod seines Vaters heiratete die Mutter den Kunsthistoriker Joseph Eduard Wessely (1826–1895). Die Familie zog im Jahr 1878 nach Braunschweig, wo der Stiefvater die Stelle des Museumsinspektors am Herzoglichen Museum antrat, dem heutigen Herzog Anton Ulrich-Museum.
Carl Bourdet, der eine Ausbildung beim Landschafts- und Dekorationsmaler Christian Wilberg (1839–1882) erhielt, schuf zumeist Landschafts-, Stadt- und Gebäudeansichten im Stil des romantischen Realismus. Er folgte 1883 einem Ruf der Königlichen Kunstakademie und Kunstgewerbeschule nach Leipzig als Lehrer für dekorative Malerei.
Im Jahr 1904 kehrte Bourdet nach Braunschweig zurück, wo er sich der Künstlervereinigung Feuchter Pinsel anschloss, einem Zusammenschluss von Kunstmalern, Kunsthistorikern, Bildhauern und Architekten um den Braunschweiger Schriftsteller Wilhelm Raabe. Carl Josef Alois Bourdet starb am 28. Februar 1928 in Braunschweig.

Werke von Carl Josef Alois Bourdet
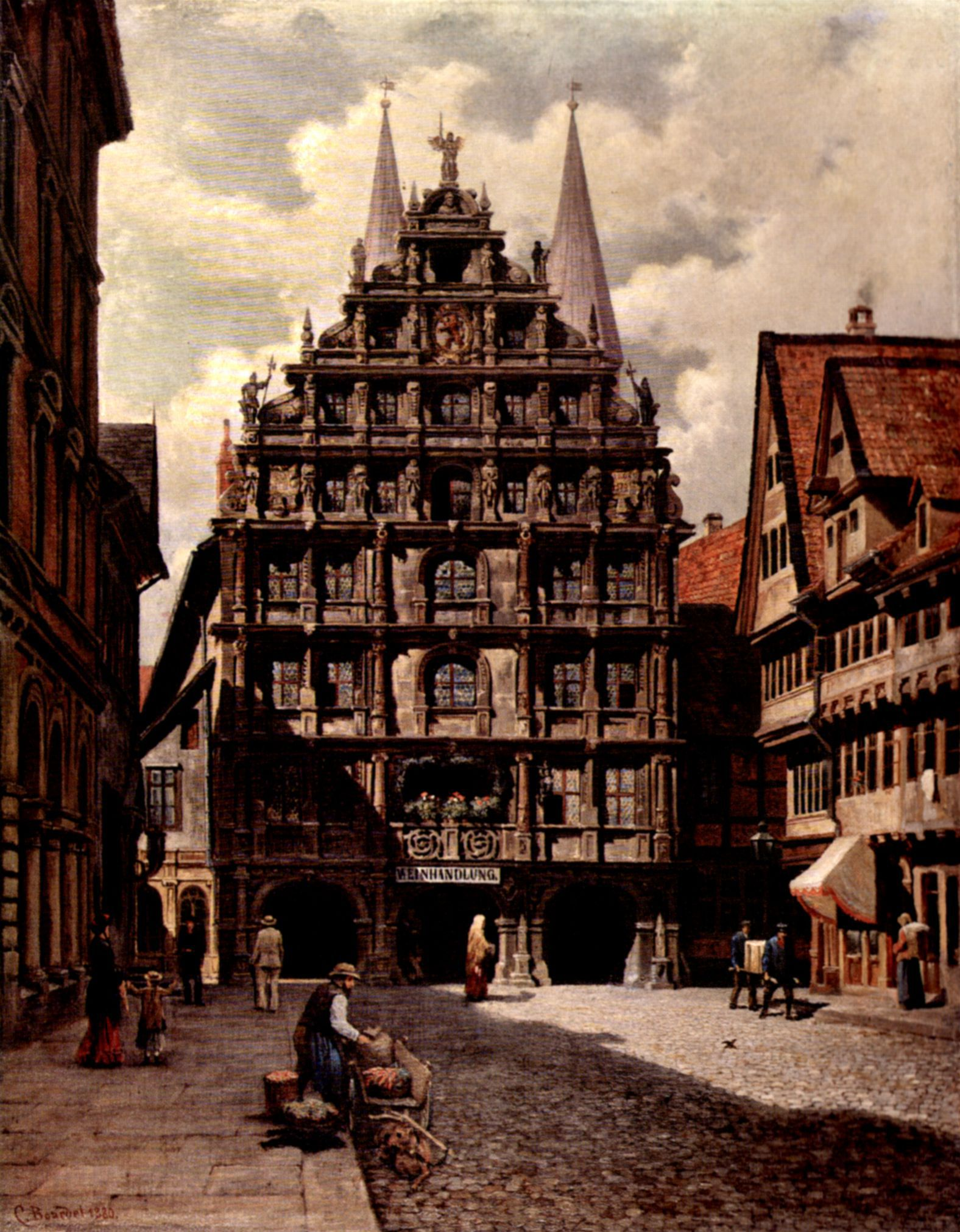
Braunschweig: Gewandhaus von Osten. Öl auf Leinwand 54,5 × 43 cm
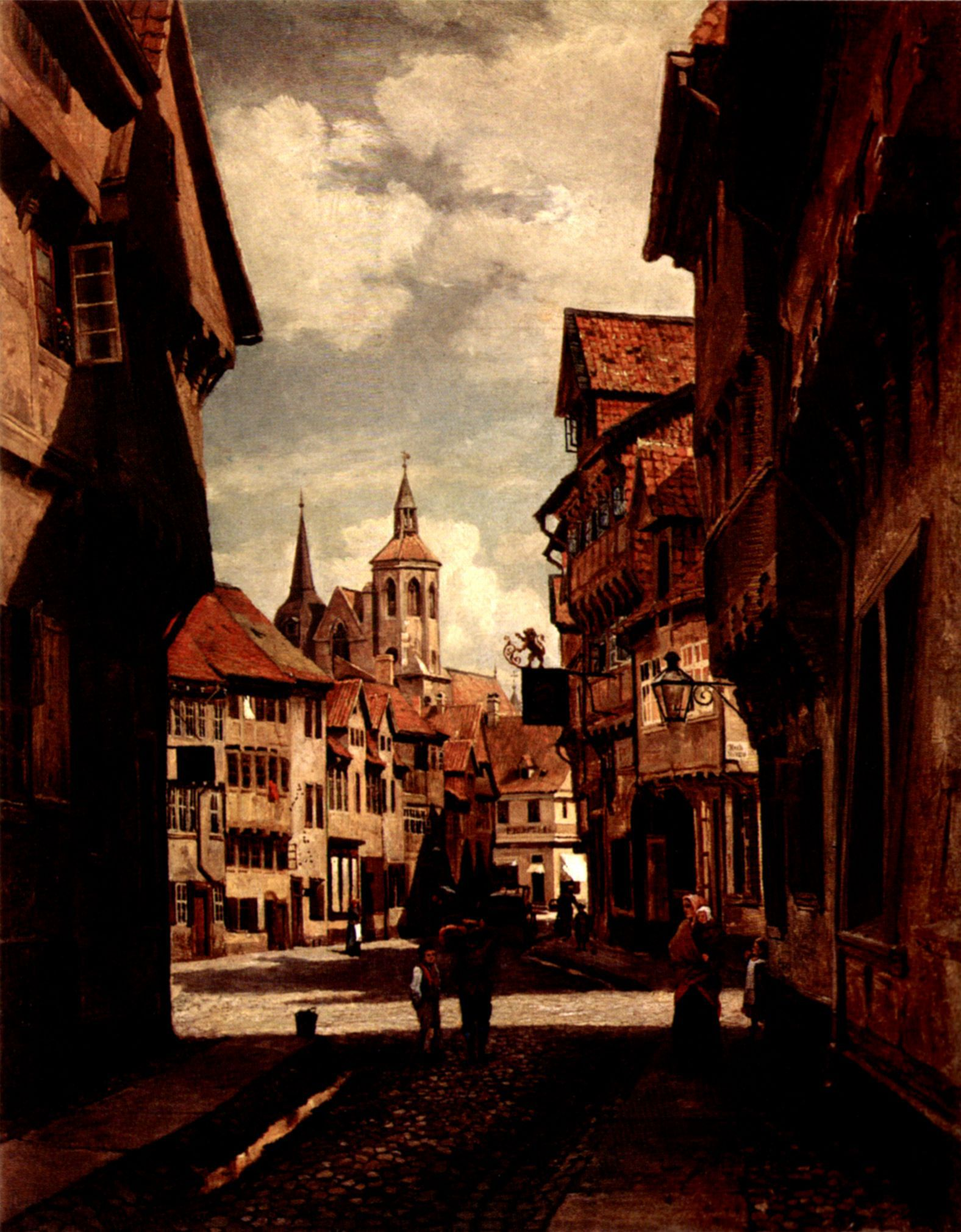
Braunschweig: Karrenführerstraße mit Magnikirche von Südwesten. Öl auf Leinwand 55 × 43,5 cm
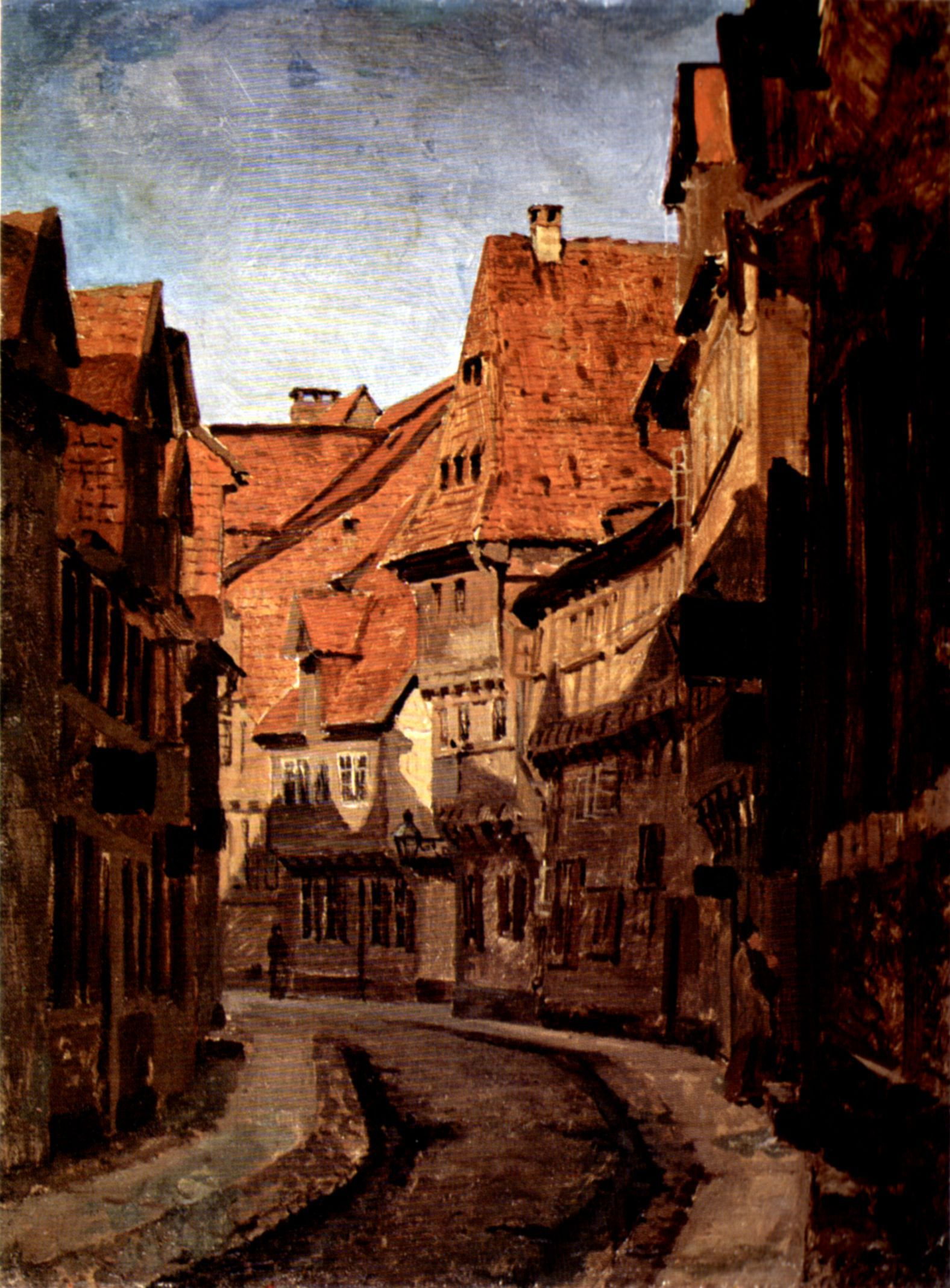
Braunschweig: Meinhardshof von Norden. Öl auf Leinwand, 38,5 × 27,7 cm
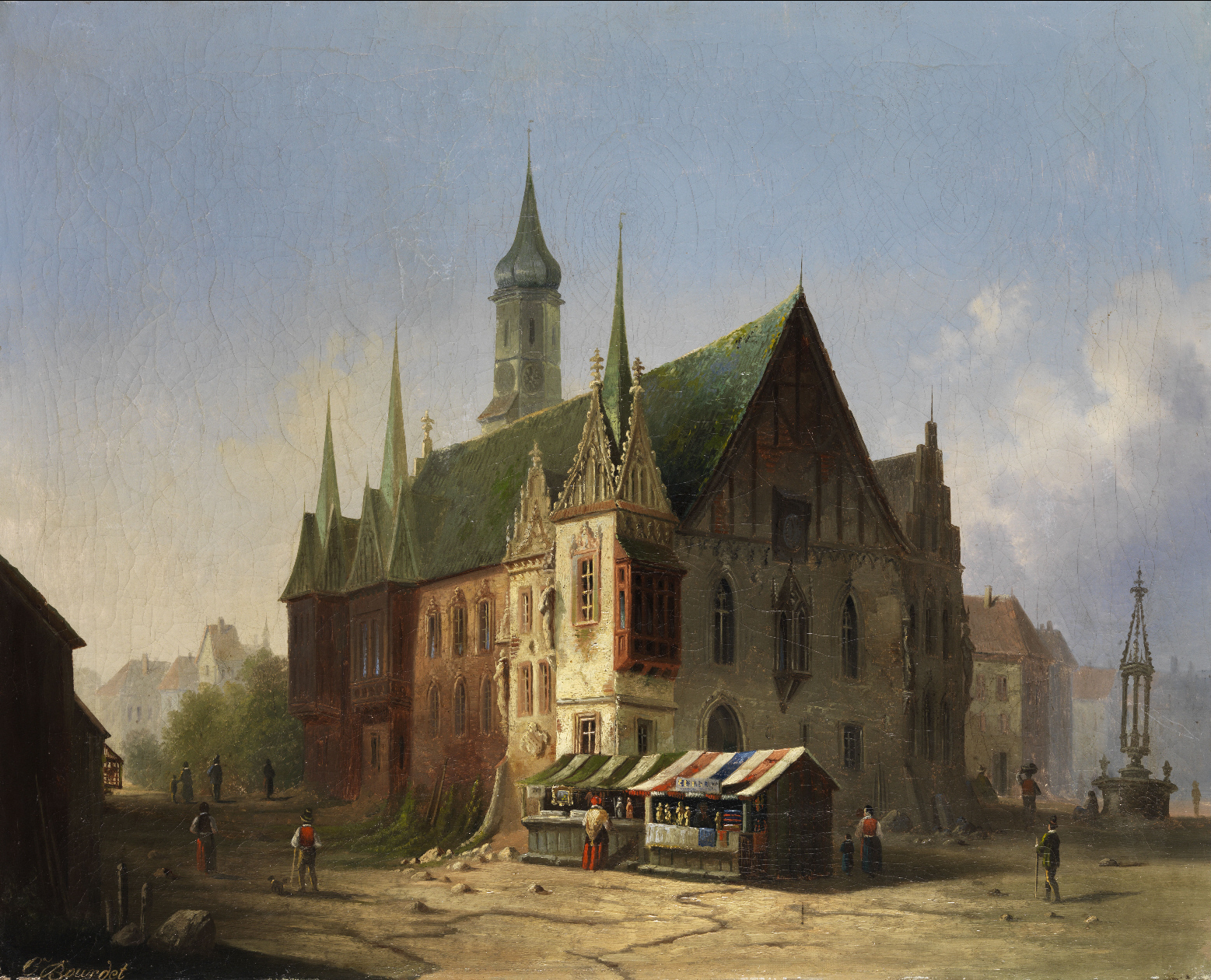
Breslau: Rathaus in Breslau. Öl auf Leinwand, 55 × 68 cm